# Stahlnetz/Episodenliste

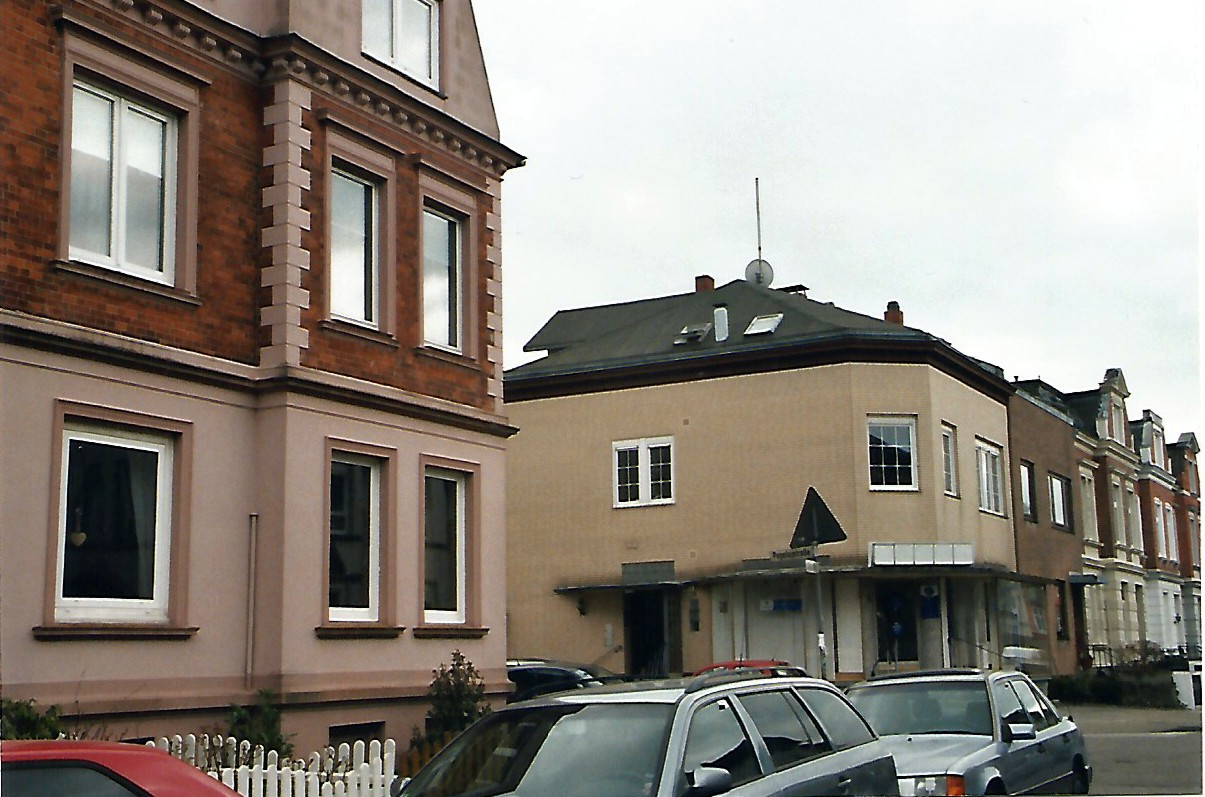
Kamerablick zum Tatort in Lübeck aus der „Nacht zum Ostersonntag“

Die Liste der Stahlnetz-Folgen enthält alle Episoden der deutschen Fernseh-Kriminalfilm-Reihe Stahlnetz, sortiert nach der deutschen Erstausstrahlung. Die Reihe umfasst insgesamt 28 Folgen, von denen die ersten 22 zwischen 1958 und 1968 sowie die letzten sechs zwischen 1999 und 2003 produziert wurden. Die Erstausstrahlungen der vom Norddeutschen Rundfunk (NDR) und dessen Vorgänger Nord- und Westdeutscher Rundfunkverband (NWRV) hergestellten Folgen fanden in Deutschland jeweils in Das Erste statt.

## 1958 bis 1968
Regisseur aller 22 Folgen, die zwischen 1958 und 1968 entstanden, war Jürgen Roland. Deren Drehbuchautor war Wolfgang Menge, mit Ausnahme der Folgen 21 (Autor: Thomas Keck) und 22 (Co-Autor: Karl Heinz Zeitler).
| Folge | Titel                         | Hauptdarsteller | Erstausstrahlung                                        | Besonderheiten                                                                          |
| ----- | ----------------------------- | --- | ------------------------------------------------------- | --------------------------------------------------------------------------------------- |
| 1     | Mordfall Oberhausen           | Gustl Busch, Inge Fabricius, Gerda Masuth, Lesley Ramsey McCabe, Rudolf Fenner, Kurt Fischer-Fehling, Manfred Steffen, Hellmut Lange | 14. März 1958                                           | Nach einem Originalfall vom 2. November 1957 in Karlsruhe.                              |
| 2     | Bankraub in Köln              | Helmut Peine, Achim Strietzel, Jutta Zech, Fritz Albrecht, Hans Bosenius, Willem Fricke, Wilhelm Groothe | 23. April 1958                                          |                                                                                         |
| 3     | Die blaue Mütze               | Paul Edwin Roth, Heinz Peter Scholz, Wolfgang Condrus, Mario Ahrens, Karin Stoltenfeldt, Lia Condrus, Jella Köppen, Werner Schumacher | 16. Juni 1958                                           |                                                                                         |
| 4     | Die Tote im Hafenbecken       | Kurt Condé, Reiner Brönneke, Karl-Heinz Gerdesmann, Gerda-Maria Jürgens, Margret Neuhaus, Christa Siems, Freddy Quinn | 22. August 1958                                         | Nach dem Originalfall Helga Wieberitz.                                                  |
| 5     | Das zwölfte Messer            | Alexander Kerst, Helmut Peine, Madelon Truss, Friedrich G. Beckhaus, Gérard Tichy, Gerda-Maria Jürgens | 28. November 1958                                       |                                                                                         |
| 6     | Sechs unter Verdacht          | Josef Sieber, Rainer Penkert, Ingrid Mirbach, Elfi Szillat, Eva Sommer, Kurt Fischer-Fehling, Friedrich Schütter | 29. Dezember 1958                                       |                                                                                         |
| 7     | Treffpunkt Bahnhof Zoo        | Wolfgang Stumpf, Kurt Klopsch, Madelon Truss, Wolf von Gersum, Gerda Masuth, Claus Tinney, Gerhard Borris | 22. Februar 1959                                        |                                                                                         |
| 8     | Das Alibi                     | Herbert Tiede, Peter Lehmbrock, René Magron, Marina Ried, Gerda-Maria Jürgens, Dorothea Moritz, Reinhold Nietschmann | 12. Juni 1959                                           |                                                                                         |
| 9     | Welcker u. a. wegen Mordes    | Heinz Engelmann, Paul Edwin Roth, Anneliese Born, Ursula Grabley, Günter Briner, Fred Klaus, Günter Lüdke, Jochen Rathmann, Karl-Friedrich Feudell, Joe Furtner, Helmut Hildebrand, Egon Mohr, Gerda-Maria Jürgens, Dorothea Moritz | 6. November 1959                                        |                                                                                         |
| 10    | Die Zeugin im grünen Rock     | Richard Lauffen, Ruth Hausmeister, Wolfgang Völz, Herbert Tiede, Josef Sieber, Walter Clémens, Maya Maisch, Vasa Hochmann, Reinhold Nietschmann, Benno Gellenbeck | 6. April 1960                                           |                                                                                         |
| 11    | Verbrannte Spuren             | Karl Georg Saebisch, Eddi Arent, Robert Meyn, Klaus Kindler, Herta Fahrenkrog, Susanne von Ratony, Hela Gruel, Peter Lehmbrock, Egon Mohr, Gerhard Hartig, Jürgen Roland | 27. Juli 1960                                           |                                                                                         |
| 12    | E ... 605                     | Heinz Engelmann, Wolfgang Völz, Dieter Eppler, Helmuth Schneider, René Magron, Peter Striebeck, Raymond Joob, Ludwig Meybert, Werner Reinisch, Joachim Schneider, Dinah Hinz | 3. Oktober 1960 (1. Teil) 4. Oktober 1960 (2. Teil)     | Nach dem Originalfall „Schäfer-Bande“.                                                  |
| 13    | Saison                        | Grit Boettcher, Hans Hessling, Richard Lauffen, Dieter Eppler, Klaus Kindler, Tilly Lauenstein, Werner Buttler, Thomas Braut, Marina Ried, Vasa Hochmann, Otto Lüthje, Christa Siems | 24. April 1961                                          |                                                                                         |
| 14    | In der Nacht zum Dienstag ... | Heinz Engelmann, Wolfgang Völz, Frank Straass, Kurt Klopsch, Manfred Greve, Erich Dunskus, Lore Schulz, Hela Gruel, Conny Palme, Vasa Hochmann, Brunhild Hülsmann, Hans Müller-Westernhagen, Horst Butschke, Werner Vielhaber, Walter Gottschow, Werner Reinisch, Alexander Allerson, Wolfgang Condrus                                                                         | 7. November 1961                                        |                                                                                         |
| 15    | In jeder Stadt …              | Heinz Engelmann, Karl-Heinz Gerdesmann, Peter Ahrweiler, Edgar Wenzel, Heinz Peter Scholz, Gisela Fackeldey, Christa Siems, Hela Gruel, Silvia Frank, Brigitte Gerloff, Lore Schulz, Wolfgang Stumpf, Peter Striebeck, Wolfgang Völz, Rolf Wanka, Gerda Gmelin, Otto Lüthje, Joachim Rake, Friedrich G. Beckhaus, Frank Straass                                                | 6. April 1962                                           |                                                                                         |
| 16    | Spur 211                      | Heinz Engelmann, Rudolf Rhomberg, Hannelore Elsner, Jan Hendriks, Karl-Heinz Gerdesmann, Friedrich G. Beckhaus, Günther Stoll, Ernst H. Hilbich, Günther Neutze, Christa Siems, Gerda-Maria Jürgens, Herbert Mensching, Bruno Vahl-Berg, Cora Roberts, Dieter Schaad | 28. November 1962 (1. Teil) 30. November 1962 (2. Teil) | Nach dem Originalfall „Todesengel von Krähenwinkel“ (Gerhard Popp und Inge Marchlowitz) |
| 17    | Das Haus an der Stör          | Rudolf Platte, Andrea Grosske, Mady Rahl, Richard Lauffen, Harry Wüstenhagen, Ernst Hilbich, Kurt Jaggberg, Katrin Schaake, Gerda-Maria Jürgens, Helga Feddersen, Dorothea Moritz, Hela Gruel, Christa Siems, Otto Lüthje, Henry Vahl, Friedrich Schütter, Karl-Heinz Gerdesmann, Friedrich G. Beckhaus                                                                        | 26. Mai 1963                                            | Nach dem Originalfall Ruth Blaue.                                                       |
| 18    | Rehe                          | Heinz Engelmann, Werner Bruhns, Siegurd Fitzek, Horst Beck, Horst Michael Neutze, Helmut Oeser, Helmuth Kolar, Ilse Bally, Doris Masjos, Gisela Gressmann, Gerda-Maria Jürgens, Harald Eggers, Olaf Eggers, Rainer Eggers, Ralf Gregan, Friedrich Hartau, Günter Lüdke, Edgar Maschmann, Helmut Peine, Horst Stark, Günther Stoll, Frank Straass, Bruno Vahl-Berg, Willy Witte | 16. Juni 1964                                           | Nach dem Originalfall „Entführung von Joachim Göhner“.                                  |
| 19    | Strandkorb 421                | Hellmut Lange, Cora Roberts, Helmuth Schneider, Kurt Jaggberg, Kurt Klopsch, Hans-Jürgen Janza, Peter Herzog, Gerhard Frickhöffer, Friedrich Schütter, Erich Uhland, Barbara Rath, Helga Feddersen, Ralf Gregan, Karl-Heinz Kreienbaum | 24. November 1964                                       |                                                                                         |
| 20    | Nacht zum Ostersonntag        | Herbert Tiede, Gerhard Hartig, Ossy Kolmann, Günther Stoll, Jochen Rathmann, Otto Bolesch, Peter Herzog, Harry Wüstenhagen, Doris Masjos, Edith Mill, Kerstin de Ahna, Jürgen Draeger, Gerda-Maria Jürgens, Gerhard Frickhöffer, Kurt Klopsch, Günter Lüdke, Hans-Jürgen Janza, Horst Hesslein, Karin Lund, Karl-Ulrich Meves, Joachim Wolff                                   | 8. Dezember 1965                                        | Nach einem Originalfall vom 21. April 1962 in Lübeck.                                   |
| 21    | Der fünfte Mann               | Hellmut Lange, Friedrich G. Beckhaus, Kurt Jaggberg, Hans-Jürgen Janza, Fred Berthold, Toni Strassmair, Karl Obermayr, Georg Lehn, Wolfgang Kaus, Siegfried Fetscher, Horst Hesslein, Werner Pochath, Gerda Gmelin, Peter Herzog, Marietta Luft, Annelies Schmiedel, Willy Schultes, Jürgen Sidow, Franziska Stömmer, Herbert Tiede, Herbert Leonhardt                         | 23. August 1966                                         | Nach dem Originalfall Dieter Freese.                                                    |
| 22    | Ein Toter zuviel              | Heinz Engelmann, Henning Schlüter, Dirk Dautzenberg, Hans-Jürgen Janza, Krikor Melikyan, Rudolf Schündler, Peggy Parnass, Horst Beck, Karin Büchel, René Genesis, Irmgard Kootes, Peter Lehmbrock, Karl-Ulrich Meves, Willy Witte, Joachim Wolff | 14. März 1968                                           |                                                                                         |

## 1999 bis 2003
| Folge | Titel                  | Hauptdarsteller | Autoren                             | Regie                | Erstausstrahlung   |
| ----- | ---------------------- | --- | ----------------------------------- | -------------------- | ------------------ |
| 23    | Die Zeugin             | Suzanne von Borsody, Michael Roll, Julia Hummer, Oana Solomon, Kai Maertens, Nicole León, Brigitte Karner, Benny Schnier      | Jessica Schellack, Kerstin Österlin | Thomas Bohn          | 12. September 1999 |
| 24    | Der Spanner            | Bernhard Bettermann, Floriane Daniel, Ulrike Folkerts, Frank Röth, Petra Wolf, Jürgen Schornagel, Martin Ziegelmeier          | Jessica Schellack, Kerstin Österlin | Thomas Bohn          | 19. September 1999 |
| 25    | Innere Angelegenheiten | Stefanie Stappenbeck, August Zirner, Zacharias Preen, Ernst Stötzner, Jenny Gröllmann, Franziska Schlattner, Hanns Zischler   | Orkun Ertener                       | Ernst Josef Lauscher | 29. April 2001     |
| 26    | Das gläserne Paradies  | Felix Eitner, Kostja Ullmann, Michael Mendl, Andreas Patton, Fiona Coors, Nadeshda Brennicke, Stephan Kuno, Matthias Wiebalck | Friedrich Ani                       | René Heisig          | 27. Mai 2001       |
| 27    | PSI                    | Axel Milberg, Lisa Martinek, Nadine Fano, Annette Uhlen, Thomas Schendel, Hans-Uwe Bauer, Max Hopp                            | Markus Stromiedel                   | Markus Imboden       | 5. Mai 2002        |
| 28    | Ausgelöscht            | Paul Faßnacht, Hermann Beyer, Andreas Christ, Roman Knižka, Julia Malik, Nils Nelleßen, Frank-Michael Köbe, Bjarne Mädel      | Orkun Ertener                       | Manfred Stelzer      | 18. Mai 2003       |